# Cleruchus taktochno
Cleruchus taktochno  (лат.) — вид паразитических наездников из семейства Mymaridae. Европа: Бельгия, Дания, Польша.

## Описание
Микроскопического размера перепончатокрылые насекомые, длина тела около 0,5 мм. Длина переднего крыла в 7—10 раз больше своей ширины; длина заднего крыла в 15—19 раза больше своей ширины. Основная окраска коричневая: ноги от светло-коричневого до коричневого, усики коричневые, остальные части тела тёмно-коричневые. Голова немного шире груди. Скапус примерно в 4 раза длиннее своей ширины. Усики самцов 13-члениковые, что отличает данный вид от большинства остальных представителей рода. Пронотум короткий. Лапки 4-члениковые. Мандибулы 2-зубчатые. Стебелёк между грудкой и брюшком (петиоль) очень короткий, много короче своей ширины. Основной хозяин и биология неизвестны.
Вид был впервые описан в 2014 году российско-американским гименоптерологом Сергеем Владимировичем Тряпицыным (Entomology Research Museum, Department of Entomology, Калифорнийский университет в Риверсайде, Калифорния, США) вместе с Cleruchus kivach, Cleruchus nikaknet и другими новыми видами из Палеарктики. Сходен с палеарктическим видом Cleruchus pluteus, с которым ранее его смешивали и у которого 12-члениковые усики у самцов. Видовое название Cl. taktochno дано по русскому словосочетанию «так точно» (принятое среди военных утвердительное утверждение, вместо краткого гражданского «да»)
.